# Метаморфоз

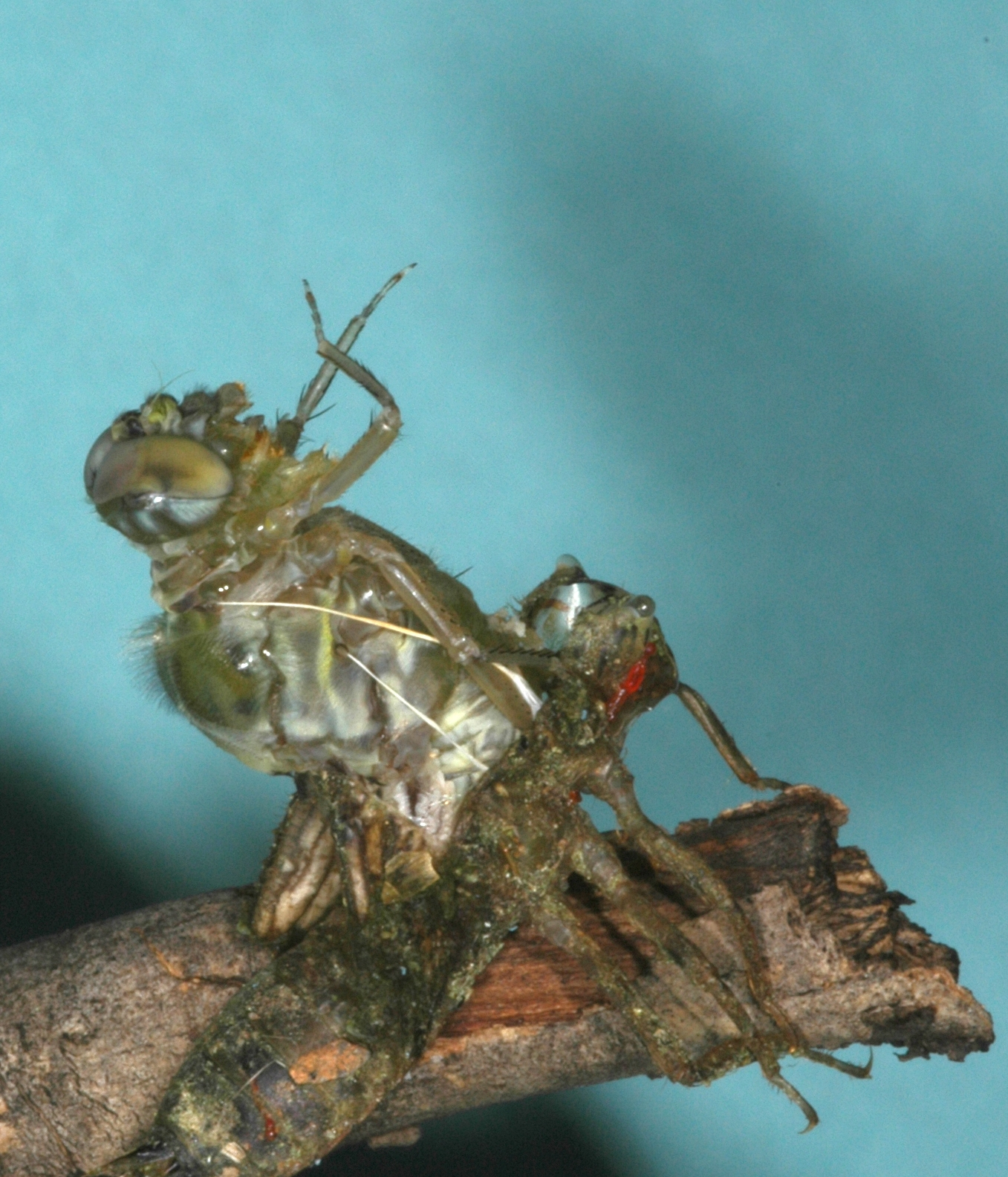
Фінальна стадія линяння комахи ряду Різнокрилі — метаморфоз із німфи в імаго.

Метаморфо́з (від грец. metamórphosis — перетворення) — глибоке перетворення будови організму (або окремих його органів), яке відбувається в ході індивідуального розвитку (онтогенезу). Метаморфоз у рослин і тварин суттєво відрізняється.

## У рослин
Метаморфоз у рослин — видозміни основних органів, що відбуваються в онтогенезі і пов'язані зі зміною функцій, які вони виконують або умов існування.
Справжній метаморфоз — це перетворення одного органа в інший зі зміною форми і функції — відбувається у багатьох трав'янистих рослин (поступове відмирання надземного пагона і перехід у кореневище, цибулину, бульбоцибулину на час несприятливого періоду). У більшості випадків метаморфозу піддаються не дорослі органи, а їхні зачатки, наприклад при перетворення частини пагонів і листків у колючки, вусики. Детермінація зачатка органа, що визначає його кінцевий вигляд, відбувається на різних етапах його розвитку. Вона пов'язана із накопиченням певних фізіологічно активних речовин та залежить від ряду внутрішніх і зовнішніх чинників.

## У тварин
У тварин метаморфоз, або метаболія — це глибоке перетворення будови організму, в процесі якого личинка перетворюється на дорослу особину. Метаморфоз властивий більшості груп безхребетних тварин та деяким хребетним — міногам, ряду риб (наприклад, дводишним), земноводним. Метаморфоз пов'язаний зазвичай із різкою зміною способу життя тварини в процесі онтогенезу, наприклад при переході від вільноплаваючого до прикріпленого способу життя, від водного — до наземного або від прихованого до відкритого повітряного тощо.
У життєвому циклі тварин, які розвиваються з метаморфозом, наявна хоча б одна личинкова стадія, під час якої організм істотно відрізняється від дорослої тварини. При розвитку з метаморфозом тварини на тих чи інших стадіях онтогенезу виконують різні функції, що сприяють збереженню або процвітанню виду. 

### Безхребетні
Для нижчих безхребетних, які ведуть прикріплений спосіб життя (губки, кишковопорожнинні),  характерний метаморфоз, за якого різноманітні вільноплаваючі личинки (паренхімула, амфібластула, планула) виконують функцію розселення виду. Часто такий метаморфоз ускладнюється чергуванням поколінь (фаз розвитку), що розмножуються нестатевим або статевим шляхом. При метаморфозі без чергування поколінь з яйця виходить личинка, яка виконує функцію розселення виду (наприклад, трохофора морських багатощетинкових червів, велігер морських молюсків). Своєрідний так званий некротичний метаболізм у немертин, у яких всередині личинки розвивається майбутня доросла особина, при цьому основна маса личинки відмирає. Перехід морських організмів до життя в прісний воді і на суходолі викликає втрату личинкових стадій розвитку. Випадки метаморфозу, як наприклад, у виноградного слимака, у якої личинкова стадія, що нагадує велігер морських форм, проходить в яйці, називають криптометаболією. 

#### Членистоногі
У багатьох багатоніжок зміни пов'язані із зміною кількості сегментів тіла і члеників вусиків — анаморфоз. Для більшості аптеригот і ряду багатоніжок характерний розвиток без істотних змін — протометаболія (епіморфоз). 
Розвиток крил у комах призвів до зміни онтогенезу. Якщо спосіб життя ранніх стадій та імаго подібний, личинка (німфа) подібна до дорослої комахи та зміни організації супроводжуються переважно поступовим ростом зачатків крил, говорять про неповне перетворення. Якщо в онтогенезі відбувається різке розділення основних функцій (живлення на стадії личинки, розселення і розмноження на дорослій стадії), то говорять про повне перетворення. У цьому випадку червоподібна личинка не подібна до дорослої комахи і перехід личинки до дорослої форми здійснюється на стадії лялечки.

### Хребетні
Серед хребетних метаморфоз різко проявляється у міног, личинка яких — піскорийка — мешкає в ґрунті, а дорослі особини — напівпаразити риб; у земноводних з яйця виходить личинка — пуголовок, у якого з метаморфозом личинкові органи втрачаються і з'являються органи дорослої тварини.
Регуляцію метаморфозу здійснюють гормони.

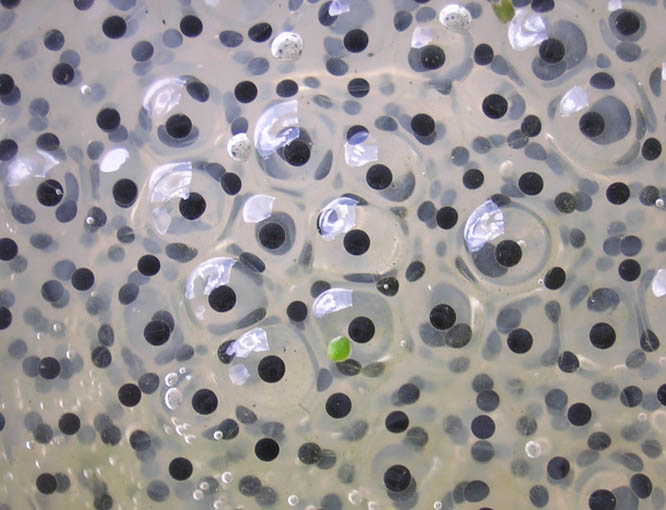
Ікра жаби
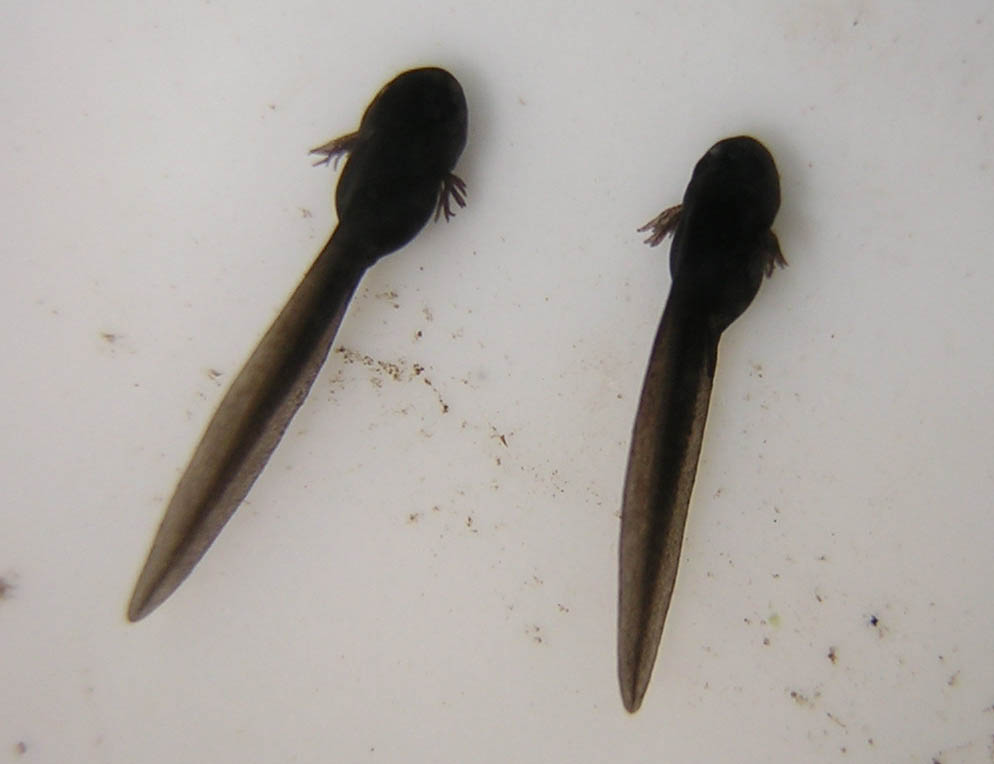
Пуголовки
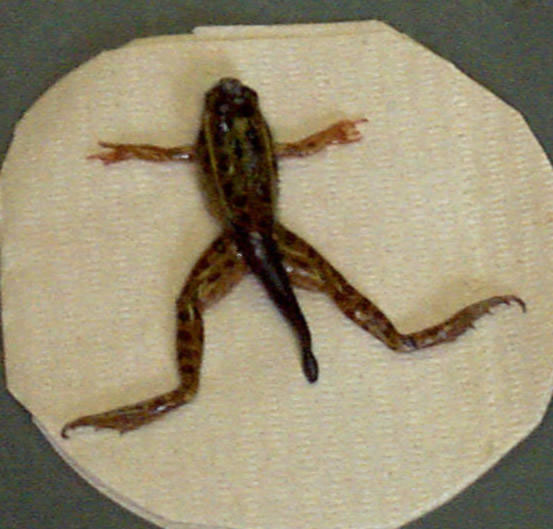
Пуголовок після метаморфозу
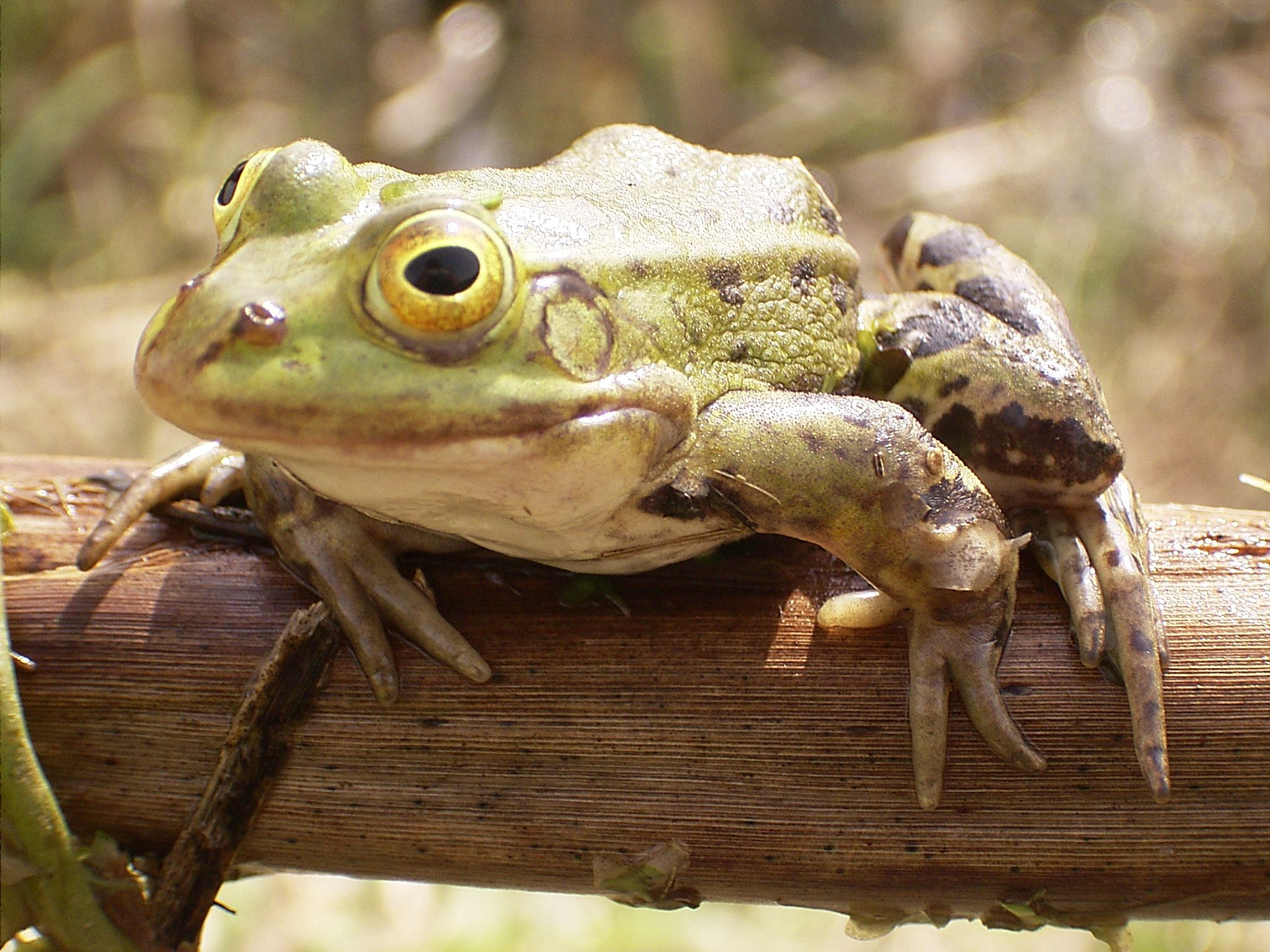
Доросла жаба